# Dakota Fusion FC
Dakota Fusion FC, é uma agremiação esportiva da cidade de Fargo, Dakota do Norte. Atualmente disputa a National Premier Soccer League.

## História
Fundado em 1 de fevereiro de 2016, a equipe foi anunciada como franquia de expansão da NPSL no dia 19 de dezembro de 2016 e fez a sua estreia na temporada 2017 da competição.

## Estatísticas

### Participações
|  | Participações em 2018 |

| Competição     | Competição               | Temporadas | Melhor campanha | Estreia | Última | P | R |
| Estados Unidos | Lamar Hunt U.S. Open Cup | 1          | Estreia (2018)  | 2018    | 2018   |   | – |